# قسموس خطي الأوراق
قسموس خطي الأوراق (الاسم العلمي:Cosmos linearifolius) هو نوع من النباتات يتبع جنس القسموس من الفصيلة النجمية.